# 尖頭柔麗鯛
尖頭柔麗鯛，為輻鰭魚綱鱸形目隆頭魚亞目慈鯛科的其中一種，分布於非洲馬拉威湖流域，體長可達10.3公分，棲息在底中層水域，生活習性不明。

## 擴展閱讀
維基物種上的相關：尖頭柔麗鯛